# 宝船温泉
宝船温泉（たからぶねおんせん）は、滋賀県高島市安曇川町にある温泉。

## 泉質
- 単純炭酸鉄泉（緊張性低張性冷鉱泉）
  - 泉温　16.1℃

## 温泉地
琵琶湖畔、近江白浜水浴場の近くに一軒宿「湯元ことぶき」が存在する。日帰り入浴可能。
料理は全て地元の食材を使用した御膳を提供している。

## 歴史
- 1967年（昭和42年）- 開業。

## アクセス
鉄道
- JR湖西線・近江高島駅よりタクシーで約5分。

自動車
- 名神高速道路大津ICより国道161号経由、車で50分。